# کاپیتول ایالت کنتاکی

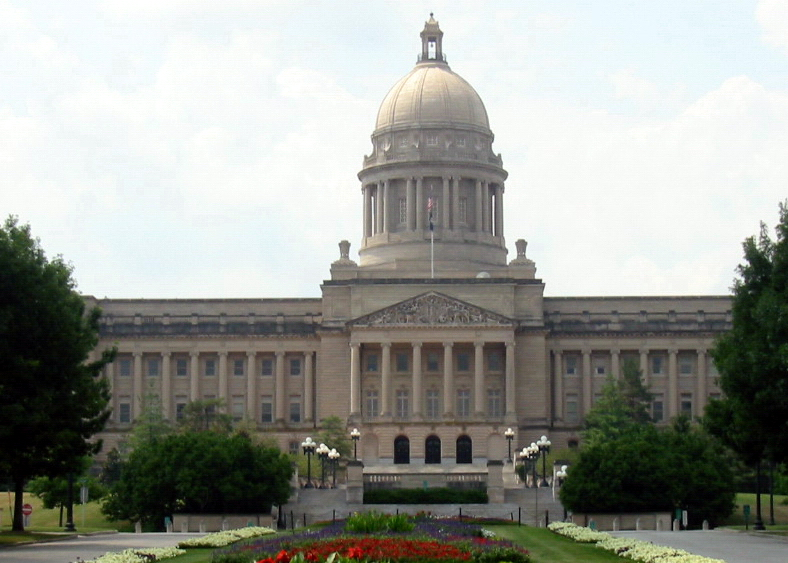

کاپیتول ایالت کنتاکی (Kentucky State Capitol) بنایی است که شاخه مقننه دولت ایالت کنتاکی در آن قرار دارد. معمار بنا Frank Mills Andrews است.
بنای کنونی در سال ۱۹۰۵ ساخته گردید و در فرانکفورت، کنتاکی قرار دارد.
این بنا خانه مجلس نمایندگان ایالت است.

## نگارخانه

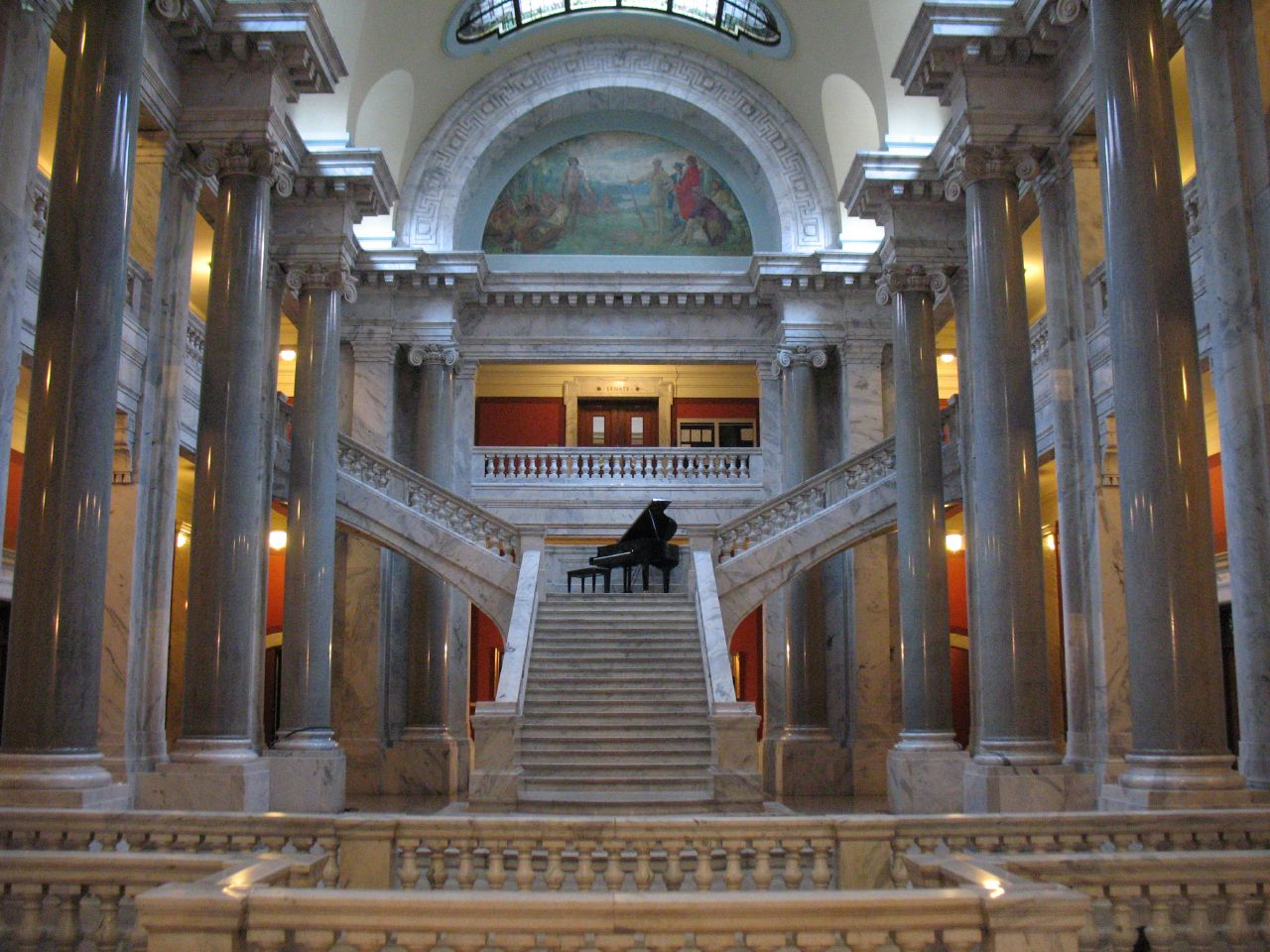
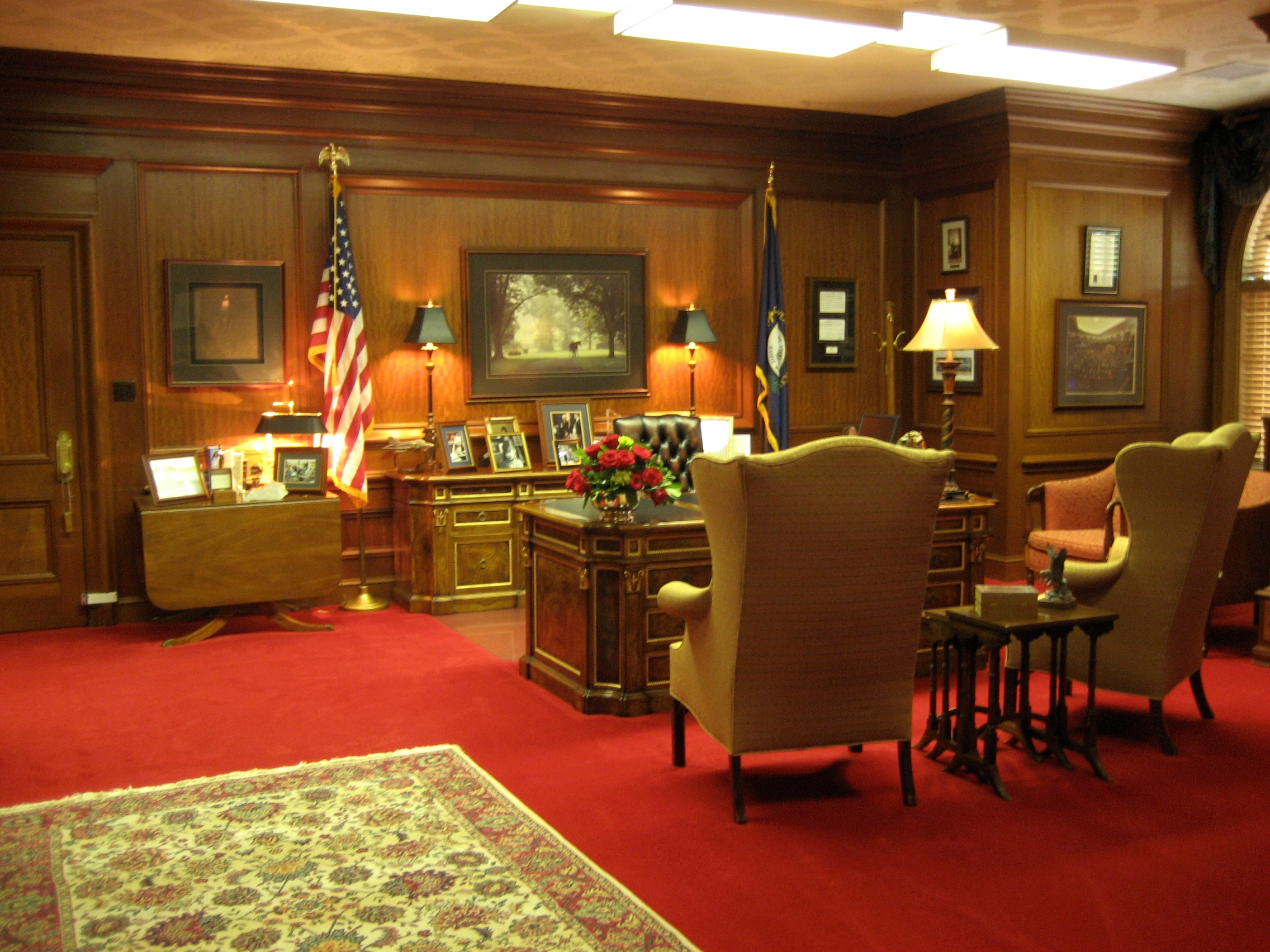
دفتر فرماندار
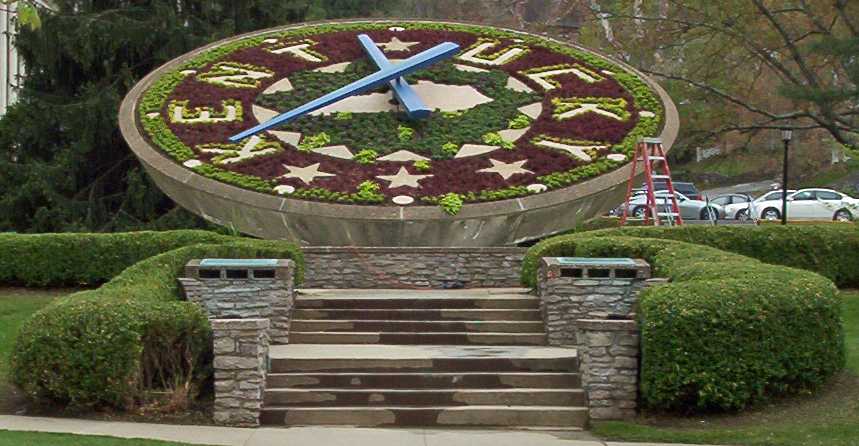